# Poggio Renatico

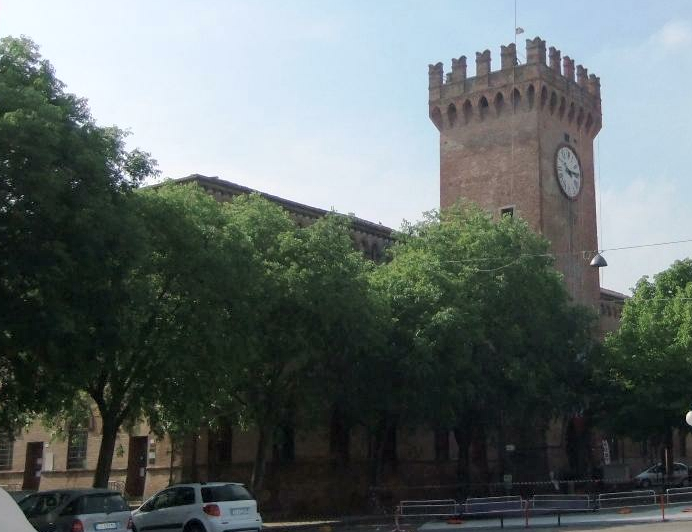
Castello Lambertini

Poggio Renatico ist eine Stadt mit 9760 Einwohnern (Stand 31. Dezember 2023) in der Provinz Ferrara im Nordosten Italiens.

## Geographische Lage
Die Stadt liegt 15 km südwestlich der Provinzhauptstadt Ferrara an der Verwaltungsgrenze zwischen der Provinz Ferrara und der Metropolitanstadt Bologna. Eine benachbarte Kleinstadt ist Sant’Agostino im Westen.
Zu den Ortsteilen (Fraktionen) zählen Chiesa Nuova, Coronella, Gallo und Madonna Boschi.
Die Nachbargemeinden sind: Baricella, Ferrara, Galliera, Malalbergo, Mirabello, Sant’Agostino und Vigarano Mainarda.

## Geschichte
Die Ortschaft ist möglicherweise aus Ansiedlungen der Römerzeit hervorgegangen. Seit 1300 war sie im Besitz der Familie Lambertini aus Bologna. 1862 wurde der Ort von Ferrara einverleibt.

## Sehenswürdigkeiten
- Schloss (heute Rathaus, Sitz der Stadtverwaltung).
- Abtei S. Michele Arcangelo.
- Turm von Uccellino, früher ein Leuchtturm am Wasserweg nach Bologna.

## Sonstiges
Auf dem ehemaligen Militärflugplatz von Poggio Renatico (⊙) befindet sich ein Stützpunkt der italienischen Luftwaffe mit einem nationalen Einsatzführungskommando (Comando Operazioni Aerospaziali). Eine vergleichbare Einrichtung der NATO (Combined Air Operations Centre) bestand auf dem Areal bis Juni 2013, seitdem ist nur noch ein Deployable Air Command and Control Centre vorhanden. Die Aufgaben des ehemaligen CAOC PR (5) übernahm das CAOC TJ (8) im spanischen Torrejón de Ardoz.